# Love Is the Name
Love Is the Name è una canzone della cantante statunitense Sofia Carson, primo singolo dell'artista a non essere legato in alcun modo ad una colonna sonora. Oltre alla versione da solista è stato pubblicato un remix ufficiale del brano a cui prende parte il cantante colombiano J Balvin.

## Storia del brano
Dopo il successo ottenuto da Sofia Carson come attrice nel film Descendants, Carson ha ottenuto un contratto discografico con Hollywood Records e Republic Records. Le due case discografiche hanno deciso in concerto di assegnarle come singolo di debutto il brano Love Is the Name, originariamente pensato per Demi Lovato e contenente un campionamento della hit Live Is Life degli Opus. Il brano è stato scritto e prodotto da Steve Mac e co-scritto da Ina Wroldsen. Il singolo è stato pubblicato ufficialmente il 7 aprile 2016 dopo essere stato presentato per la prima volta su Radio Disney. L'8 aprile 2016 è stato invece pubblicato il remix latino con la collaborazione di J Balvin.

## Promozione
Il video musicale del brano, diretto da Hannah Lux Davis e coreografato da Teresa Espinosa, è stato presentato per la prima volta su Disney Channel. È stata inoltre pubblicata una seconda versione del video per il remix latino con J Balvin. Carson ha eseguito diverse performance del brano nel corso degli anni, eseguendola per la prima volta dal vivo durante i Radio Disney Music Awards 2016.